# Resistor–transistor logic
Resistor-transistor logic (RTL)は、入力ネットワークとして抵抗器を使い、スイッチングデバイスとしてバイポーラトランジスタを使ったデジタル回路の一種。トランジスタを使った論理回路としては最初期のものである。他に diode-transistor logic (DTL) や transistor–transistor logic (TTL) もある。

## 実装

### RTLインバータ
バイポーラトランジスタによるスイッチは、論理否定を実装した最も単純なRTLゲート（NOTゲートまたはインバータ）である。入力電圧源とベースの間に抵抗器（ベース抵抗）を接続したエミッタ接地回路で構成される。ベース抵抗の役割は、入力電圧を電流に変換することにより、ごくわずかなトランジスタ入力電圧（約0.7V）を論理の "1" のレベル（約3.5V）に拡張することである。その抵抗値はトランジスタを飽和させるのに十分低く、かつ高い入力抵抗を得られるほど十分高いように値を決める。コレクタ抵抗の役割は、コレクタ電流を電圧に変換することで、その抵抗値はトランジスタを飽和させるほど十分高く、かつ低い出力抵抗（すなわち高いファンアウト）を得るのに十分なほど低い値となるよう設定する。

### 1トランジスタのRTL・NORゲート

1トランジスタ構成の RTL NORゲートの回路図

インバータのベース抵抗（右図のR3とR4）をもう1つ追加することで、単純なRTLのNORゲートになる。2つの演算操作である加算と比較を連続して適用することで論理和操作が実行される。入力抵抗器ネットワークが入力それぞれを等しく重み付けした並列「電圧加算器」として働き、次のエミッタ接地回路がしきい値が約0.7Vの「電圧比較器」として働く。入力抵抗器ネットワークはトランジスタを駆動する分圧回路を構成している。ベース抵抗の抵抗値は、入力のうち1つだけが論理値 "1" になっただけで十分ベース-エミッタ電圧が飽和するよう選択する必要があり、そのため入力の数も制限される。全ての入力が論理値 "0" の場合、トランジスタはオフになる。プルアップ抵抗 R1 はトランジスタが閉じるときの安定性を増すためにある（シリコントランジスタの場合は実際には絶対必要というわけではない）。トランジスタ Q1 のコレクタ-エミッタ間の電圧降下がフローティングコレクタ抵抗 R2 の電圧降下の代わりに接地出力となり、出力が反転する。このようにしてアナログの抵抗ネットワークとアナログのトランジスタでNORゲートの機能が実現される。このような構成の回路（重み付き入力群の加算回路でスイッチを駆動する回路）を「しきい値論理ゲート」(threshold logic gates) と呼ぶ。

### 複数トランジスタのRTL・NORゲート

複数トランジスタを使った RTL NORゲートの回路図。アポロ誘導コンピュータにもこのようなRTLが使われた。

1トランジスタのRTL・NORゲートの限界を克服したのが、複数トランジスタを使ったRTL実装である。論理入力で駆動されるトランジスタ・スイッチを複数個並列接続した構成である（右図参照）。この構成では入力が完全に分離しており、入力の数は出力が論理レベル "1" となったときの遮断したトランジスタの逆飽和電流によってのみ制限される。同様の考え方は後の DCTL、ECL、一部のTTL（7450, 7460）、NMOSやCMOSのゲートでも採用されている。

## 利点
RTLテクノロジーの主な利点は必要なトランジスタ数が少ない点で、トランジスタが高価だった集積回路以前（つまり個々の部品で回路を構成する場合）には重要な利点だった。1961年にフェアチャイルドが製造したICなど初期のICは回路構成にRTLに基づいたものを使っていたがIC上ではトランジスタやダイオードを形成するのも抵抗器に比べて高価ではなくなったため、間もなくもっと性能のよい diode-transistor logic などに移行し、さらに transistor–transistor logic（1963年）へと移行した。

## 欠点
RTLの明らかな欠点は、トランジスタがオンになったときの消費電力の高さである（電力を消費するのは主に入力が "1" となっているところのベース抵抗とコレクタ抵抗である）。そのため電流も多く流れ、発熱も大きい。TTLのトーテムポール出力段は電流も熱も最小に抑えることができる。
Lancasterは、（入力ごとに1つのトランジスタを使う）RTL・NORゲートの集積回路は、「任意の妥当な数」の論理入力を持つ構成にできるとし、8入力NORゲートの例を示している。
標準的なRTL・NORゲートなどの集積回路は3入力までをサポートしていた。一方、出力は2つまでのRTLバッファ集積回路を駆動でき、バッファがそれぞれ25の標準RTL・NORゲートを駆動できた。

## RTLの性能向上策
RTLに対して様々な製造業者が性能向上策を考案してきた。
トランジスタのスイッチング速度はこれまで徐々に向上してきた。GE Transistor Manual（第7版 p.181、第3版 p.97、あるいはその中間の版）では、速度向上のために高周波用のトランジスタの利用、コンデンサの利用、ベースとコレクタの間をダイオードで繋ぐ方法などが挙げられている。
入力抵抗にコンデンサを並列接続するとトランジスタの駆動にかかる時間を短縮できる。このような性能向上用のコンデンサを使った回路を RCTL (resistor capacitor transistor logic) と呼んで区別した。リンカーン研究所のTX-0は回路の一部にRCTLを使っていた。
コレクタに印加する電源電圧を高くし、クランピング用ダイオードを挟むと、コレクタ-ベース間などのキャパシタンスの充電時間を短縮できる。この場合、コレクタをクランピングするダイオードが論理設計レベルで必要となる。同様の技法はDTL (diode-transistor logic) にも適用された。
もう1つの手法として、ダイオードと抵抗器、または3つのダイオードでコレクタが飽和する際のベースにかかる電圧を下げるよう負帰還経路を構成するという技法がある。するとトランジスタはあまり深く飽和しなくなるので、蓄積される電荷も少なくなる。したがって蓄積した電荷を解放するのにかかる時間も短くなる。